# Elecciones al Parlamento Europeo de 1984 (Bélgica)
En las elecciones al Parlamento Europeo de 1984 en Bélgica, celebradas en junio, se escogió a los 24 representantes de dicho país para la segunda legislatura del Parlamento Europeo.

## Resultados
| Datos de participación | Datos de participación | Datos de participación |
| ---------------------- | ---------------------- | ---------------------- |
| Censo electoral        | 6.975.855              | 100%                   |
| Votantes               | 6.424.168              | 92,1                   |
| Abstención             | 551.687                | 7,9                    |
| A candidatura          | 5.721.894              |                        |

| ← Elecciones al Parlamento Europeo de 1984 →         |           |       |         |
| Partido                                              | Votos     | %     | Escaños |
| Partido Popular Cristiano (CVP)                      | 1.132.682 | 19,80 | 4       |
| Partido Socialista (neerlandófono) (SP)              | 979.702   | 17,12 | 4       |
| Partido Socialista (francófono) (PS)                 | 762.293   | 13,32 | 5       |
| Partido Reformador Liberal (PRL)                     | 540.610   | 9,45  | 3       |
| Partido Flamenco por la Libertad y el Progreso (PVV) | 494.277   | 8,64  | 2       |
| Unión Popular (VU)                                   | 484.494   | 8,47  | 2       |
| Partido Social Cristiano (PSC)                       | 436.108   | 7,62  | 2       |
| Anders Gaan Leven (AGALEV)                           | 246.712   | 4,31  | 1       |
| Ecologistas Confederados (ECOLO)                     | 220.663   | 3,86  | 1       |
| Frente Democrático de los Francófonos (FDF)          | 142.879   | 2,50  | 0       |
| Partido Comunista de Bélgica (PCB-KPB)               | 87.379    | 1,53  | 0       |
| Vlaams Blok (VB)                                     | 73.174    | 1,28  | 0       |
| PWE (PWE)                                            | 51.903    | 0,91  | 0       |
| Partido del Trabajo de Bélgica (PTB-PVDA)            | 43.637    | 0,76  | 0       |
| Partido Obrero Socialista (POS-SAP)                  | 25.381    | 0,44  | 0       |